# Eadya paropsidis
Eadya paropsidis är en stekelart som beskrevs av Trevor Huddleston och Short 1978. Eadya paropsidis ingår i släktet Eadya och familjen bracksteklar. Inga underarter finns listade i Catalogue of Life.